# مقاطعة تيبتون (إنديانا)
مقاطعة تيبتون (بالإنجليزية: Tipton County, Indiana)‏ هي إحدى مقاطعات ولاية إنديانا في الولايات المتحدة. تأسست سنة 1844، بلغ عدد سكانها 15936 نسمة في عام 2010 حسب إحصاء مكتب تعداد الولايات المتحدة وتصل الكثافة السكانية فيها 23.63 نسمة/كم2.

## وصلات خارجية
- United States Counties